# Куртилии
Куртилиите (gens Curtilia) са фамилия от Древен Рим.
Известни с това име:
- Тит Куртилий Манциа, суфектконсул 55 г.
- Куртилия, селище от 852 г., Куртили през 1228 г., днес Curtilles в кантон Во, Швейцария.